# Urophora mora
Urophora mora är en tvåvingeart som först beskrevs av Erich Martin Hering 1941.  Urophora mora ingår i släktet Urophora och familjen borrflugor.
Artens utbredningsområde är Peru. Inga underarter finns listade i Catalogue of Life.